# Steven Vitória
Steven de Sousa Vitória (sinh ngày 11 tháng 1 năm 1987) là một cầu thủ bóng đá chuyên nghiệp người Canada thi đấu ở vị trí trung vệ cho câu lạc bộ Chaves tại Primeira Liga và đội tuyển quốc gia Canada.

## Thống kê sự nghiệp

### Câu lạc bộ
Tính đến match played 27 May 2023
| Club                      | Season       | League          | League | League | National cup | National cup | League cup | League cup | Other | Other | Total | Total |
| Club                      | Season       | Division        | Apps   | Goals  | Apps         | Goals        | Apps       | Goals      | Apps  | Goals | Apps  | Goals |
| ------------------------- | ------------ | --------------- | ------ | ------ | ------------ | ------------ | ---------- | ---------- | ----- | ----- | ----- | ----- |
| Porto                     | 2006–07      | Primeira Liga   | 0      | 0      | 0            | 0            | 0          | 0          | 0     | 0     | 0     | 0     |
| Tourizense (loan)         | 2006–07      | Segunda Divisão | 11     | 2      | 0            | 0            | 0          | 0          | —     | —     | 11    | 2     |
| Olhanense (loan)          | 2007–08      | Liga de Honra   | 17     | 0      | 1            | 0            | 2          | 0          | —     | —     | 20    | 0     |
| Olhanense (loan)          | 2008–09      | Liga de Honra   | 18     | 1      | 6            | 0            | 1          | 0          | —     | —     | 25    | 1     |
| Olhanense (loan)          | Total        | Total           | 35     | 1      | 7            | 0            | 3          | 0          | 0     | 0     | 45    | 1     |
| Covilhã (loan)            | 2009–10      | Liga de Honra   | 24     | 1      | 0            | 0            | 4          | 0          | —     | —     | 28    | 1     |
| Estoril                   | 2010–11      | Liga de Honra   | 25     | 1      | 0            | 0            | 5          | 0          | —     | —     | 30    | 1     |
| Estoril                   | 2011–12      | Liga de Honra   | 27     | 7      | 2            | 1            | 7          | 2          | —     | —     | 36    | 10    |
| Estoril                   | 2012–13      | Primeira Liga   | 27     | 11     | 0            | 0            | 3          | 2          | —     | —     | 30    | 13    |
| Estoril                   | Total        | Total           | 79     | 19     | 2            | 1            | 15         | 4          | 0     | 0     | 96    | 24    |
| Benfica B                 | 2013–14      | Segunda Liga    | 7      | 3      | —            | —            | —          | —          | —     | —     | 7     | 3     |
| Benfica                   | 2013–14      | Primeira Liga   | 1      | 0      | 1            | 0            | 3          | 0          | 0     | 0     | 5     | 0     |
| Benfica                   | 2014–15      | Primeira Liga   | 0      | 0      | 0            | 0            | 0          | 0          | 0     | 0     | 0     | 0     |
| Benfica                   | 2015–16      | Primeira Liga   | 0      | 0      | 0            | 0            | 0          | 0          | 0     | 0     | 0     | 0     |
| Benfica                   | Total        | Total           | 1      | 0      | 1            | 0            | 3          | 0          | 0     | 0     | 5     | 0     |
| Philadelphia Union (loan) | 2015         | MLS             | 18     | 1      | 0            | 0            | —          | —          | —     | —     | 18    | 1     |
| Lechia Gdańsk             | 2016–17      | Ekstraklasa     | 8      | 0      | 1            | 0            | —          | —          | —     | —     | 9     | 0     |
| Lechia Gdańsk             | 2017–18      | Ekstraklasa     | 14     | 1      | 1            | 0            | —          | —          | —     | —     | 15    | 1     |
| Lechia Gdańsk             | 2018–19      | Ekstraklasa     | 15     | 1      | 5            | 1            | —          | —          | —     | —     | 20    | 2     |
| Lechia Gdańsk             | Total        | Total           | 37     | 2      | 7            | 1            | 0          | 0          | 0     | 0     | 44    | 3     |
| Moreirense                | 2019–20      | Primeira Liga   | 19     | 5      | 1            | 0            | 1          | 0          | —     | —     | 21    | 5     |
| Moreirense                | 2020–21      | Primeira Liga   | 19     | 3      | 3            | 1            | 0          | 0          | —     | —     | 22    | 4     |
| Moreirense                | 2021–22      | Primeira Liga   | 18     | 2      | 1            | 1            | 0          | 0          | 1     | 0     | 20    | 3     |
| Moreirense                | Total        | Total           | 56     | 10     | 5            | 2            | 1          | 0          | 1     | 0     | 63    | 12    |
| Chaves                    | 2022–23      | Primeira Liga   | 31     | 7      | 1            | 1            | 1          | 0          | —     | —     | 33    | 8     |
| Career total              | Career total | Career total    | 299    | 46     | 23           | 5            | 27         | 4          | 1     | 0     | 350   | 55    |

1. ↑  Appearance in Primeira Liga relegation play-offs

### Quốc tế
Tính đến ngày 9 tháng 7 năm 2023
| Đội tuyển quốc gia | Năm  | Trận | Bàn |
| ------------------ | ---- | ---- | --- |
| Canada             | 2016 | 5    | 1   |
| Canada             | 2017 | 5    | 0   |
| Canada             | 2018 | 0    | 0   |
| Canada             | 2019 | 4    | 1   |
| Canada             | 2020 | 0    | 0   |
| Canada             | 2021 | 14   | 0   |
| Canada             | 2022 | 10   | 2   |
| Canada             | 2023 | 6    | 01  |
| Tổng               | Tổng | 44   | 5   |

Bàn thắng và kết quả của Canada được để trước.
| # | Ngày                 | Địa điểm                                 | Đối thủ    | Bàn thắng | Kết quả        | Giải đấu                        |
| - | -------------------- | ---------------------------------------- | ---------- | --------- | -------------- | ------------------------------- |
| 1 | 6 thang 10 năm 2016  | Sân vận động Marrakech, Marrakesh, Maroc | Mauritanie | 2–0       | 4–0            | Giao hữu                        |
| 2 | 15 tháng 11 năm 2019 | Sân vận động Exploria, Orlando, Hoa Kỳ   | Hoa Kỳ     | 1–3       | 1–4            | CONCACAF Nations League 2019–20 |
| 3 | 9 tháng 6 năm 2022   | BC Place, Vancouver, Canada              | Curaçao    | 2–0       | 4–0            | CONCACAF Nations League 2022–23 |
| 4 | 17 tháng 11 năm 2022 | Sân vận động Al Maktoum, Dubai, UAE      | Nhật Bản   | 1–1       | 2–1            | Giao hữu                        |
| 5 | 9 tháng 7 năm 2023   | Sân vận động TQL, Cincinnati, Hoa Kỳ     | Hoa Kỳ     | 1–1       | 2–2 (pen: 2–3) | Cúp Vàng CONCACAF 2023          |

QL